# O. Chandrasekhar
O. Chandrasekhar Menon (* 10. Juli 1936 in Irinjalakuda; † 24. August 2021 in Kochi) war ein indischer Fußballspieler.

## Karriere
O. Chandrasekhar spielte in Ernakulam am Maharaja’s College Fußball. Zwischen 1956 und 1966 war er in Mumbai für den Caltex SC aktiv. Danach wechselte er zum Fußballteam der State Bank of India, für die er bis 1973 auflief.
Mit der Indischen Nationalmannschaft nahm Chandrasekhar an den Olympischen Spielen 1960 in Rom teil. Bei den Asienspielen 1962 gehörte er ebenfalls zum Kader Indiens und gewann mit dem Team die Goldmedaille. Darüber hinaus nahm er mit der Nationalmannschaft an der Asienmeisterschaft 1964 teil und trug bei mehreren Turnieren die Kapitänsbinde.
Zwischen 1994 und 1995 trainierte Chandrasekhar den FC Kochin.
Nachdem Chandrasekhar ab 2015 an einer altersbedingten Krankheit gelitten hatte, starb er am 24. August 2021 im Alter von 85 Jahren.